# Jan Matthys
Jan Matthys (Haarlem, 1500 circa – Münster, 4 aprile 1534) fu un profeta chiliasta rivoluzionario olandese.

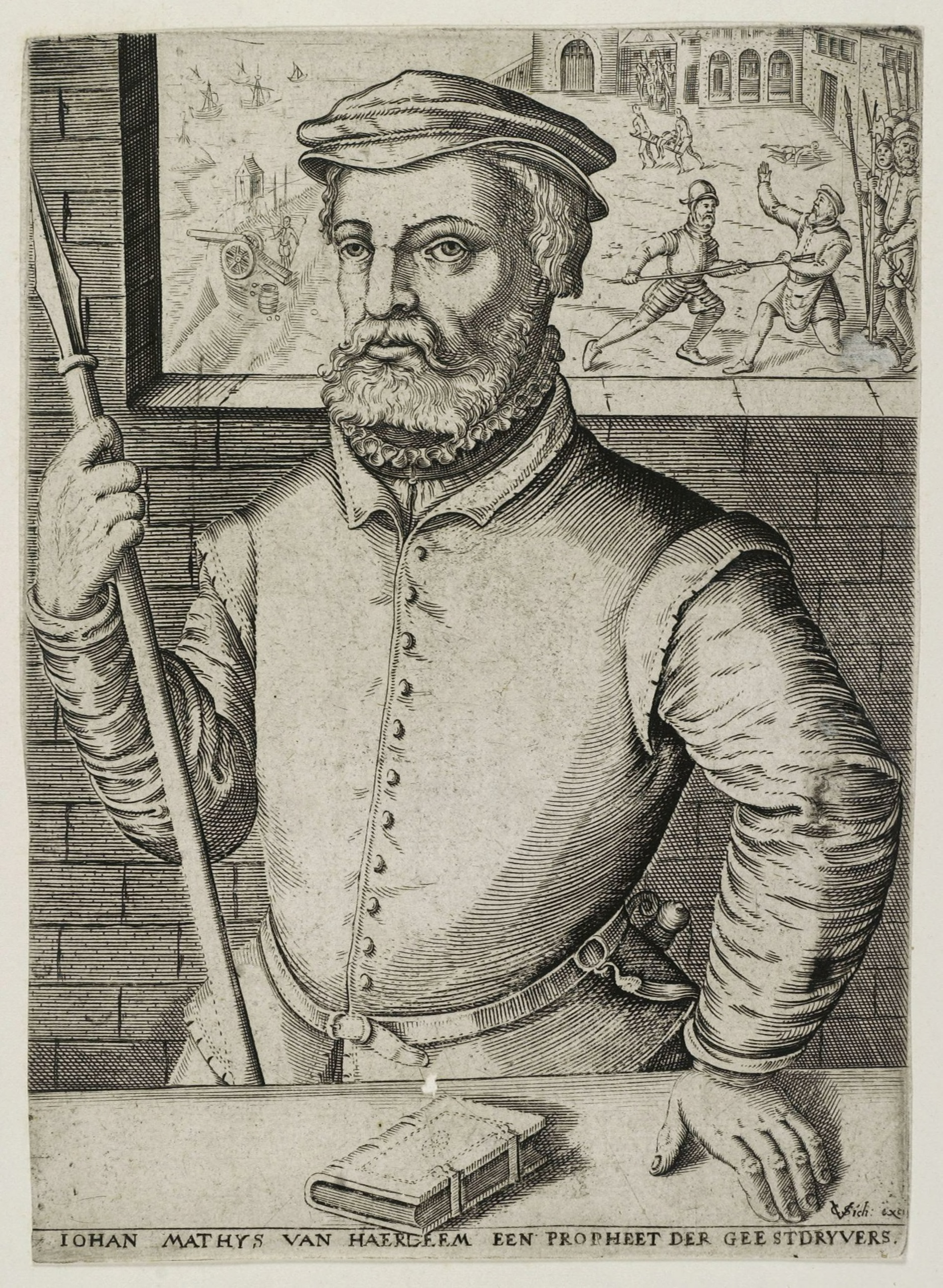
Jan Matthys

Fornaio a Haarlem, fuggì ad Amsterdam dopo aver abbandonato moglie e famiglia. Nella fuga era accompagnato dalla sua giovanissima amante, Divara, una bellissima ragazza figlia di un birraio, che aveva sedotto e strappato alla sua famiglia. Jan (Johan) Matthys (o Mattijs) si fece battezzare dal predicatore olandese Melchior Hofmann da cui poi prese le distanze, quando, dopo la sua carcerazione avvenuta a Strasburgo, ne pretese la successione svelando di essere il redivivo profeta Enoch, il secondo testimone dell'Apocalisse.
Matthys riuscì a raccogliere intorno a sé un gruppo di fedeli convincendoli che Dio gli aveva "personalmente" rivelato che il ritorno di Gesù sarebbe avvenuto il giorno di Pasqua del 1534 nel quale avrebbe instaurato il Suo Regno e distrutto tutti i malvagi.
Nel novembre del 1533 Matthys nominò dodici sedicenti apostoli perché, due a due, andassero a battezzare le masse diffondendo il suo verbo di Profeta inviato da Dio. Questi "apostoli" dovevano anche far visita alle diverse comunità anabattiste della zona recando il messaggio escatologico di Matthys con un forte accenno alla fine del mondo con l'instaurazione del Regno di Cristo e lo sterminio degli empi. All'inizio del 1534, in virtù di un'altra presunta visione, Matthys si introdusse nella città tedesca di Münster. La città era allora in aperto conflitto con il proprio Principe Vescovo, da poco eletto, per motivi socio-economici e religiosi. La maggioranza della popolazione era infatti passata alla Riforma. L'ingresso in città di Matthys con i suoi fedelissimi, avvenne in un momento drammatico. Si era ormai alla vigilia dell'assedio della città da parte del Vescovo, deciso a riconquistare la Capitale della sua Diocesi Stato. Il Consiglio Cittadino ed i luterani videro in Matthys un aiuto e un supporto alle loro istanze di libertà. In particolare fu accolto in maniera calorosa dai luterani radicali, guidati dal teologo e predicatore Bernhard Rothmann, che avevano rifiutato il battesimo dei bambini a favore di quello degli adulti.
La predicazione di Matthys e del suo luogotenente Giovanni di Leida, aggressiva e terrorizzante, fece presto breccia non solo nella popolazione, terrorizzata per gli eventi che si stavano preannunciando, ma anche tra i membri del Consiglio Cittadino. Così in molti si fecero battezzare credendo e accettando la visione escatologica di Matthys. Il 30 gennaio del 1534 il Consiglio Cittadino decretò che tutti i cittadini, senza distinzione, godevano della libertà religiosa. Vennero anche indette, per il 23 febbraio, le elezioni per il rinnovo del Consiglio cittadino nelle quali furono eletti due mercanti Bernhard Knipperdolling ed Hans Krechting "il vecchio", ambedue seguaci di Matthys. La nuova situazione e il pericolo dell'imminente assedio, indusse molti cattolici e luterani ortodossi a lasciare progressivamente la città. Nei giorni e settimane successive il Principe Vescovo Francesco di Waldeck completò l'assedio con truppe cattoliche e protestanti.
La predicazione profetica di Jan Matthys annunciava il ritorno di Cristo e l'instaurazione del suo Regno con la distruzione di tutti gli empi per il 4 aprile 1534, data della Pasqua. Giunto quel giorno Matthys, affermando di avere avuto un'improvvisa ispirazione, volle fare una sortita alla testa di un drappello di ardimentosi. Così, dopo essere salito su un muretto, si rivolse coraggiosamente agli assedianti invitandoli a rivoltarsi contro i loro padroni. In quel mentre un ufficiale, avvicinatosi cautamente, lo trafisse con la spada, uccidendolo sul colpo.
Dopo la sua morte seguirà un nuovo capitolo con l'instaurazione del Regno teocratico di Munster. Il sanguinario Bockelson ne sarà Re e la bellissima Divara, la vedova di Matthys, divenuta sua sposa, la Regina.